# Elinkeino-, liikenne- ja ympäristökeskus
Centra pro hospodářský rozvoj, dopravu a životní prostředí (finsky elinkeino-, liikenne- ja ympäristökeskus, zkráceně finsky ely-keskus, švédsky närings-, trafik- och miljöcentralen) jsou státní úřady ve Finsku, které vznikly 1. ledna 2010. Řídí ekonomický regionální rozvoj a zároveň plní úkoly státní správy. Území Finska je rozděleno na 15 obvodů těchto center. Autonomní souostroví Alandy je vyjmuto z tohoto systému státní správy.
Centra se starají o následující oblasti:
 podnikání a průmysl, práce a kultura
 doprava a infrastruktura
 životní prostředí a přírodní zdroje

## Rozdělení pravomocí
Ne všechna centra mají pověření starat se o všechny tři hlavní oblasti.
- devět center vykonává všechny služby (Laponsko, Severní Pohjanmaa, Jižní Pohjanmaa, Severní Savo, Jihovýchodní Finsko, Vlastní Finsko, Střední Finsko, Pirkanmaa a Uusimaa).
- čtyři centra poskytují služby v oblastech podnikání, průmyslu, kultury a životní prostředí, nikoli však dopravy a infrastruktury (Severní Karélie, Jižní Savo, Kainuu a Päijät-Häme)
- dvě centra se zabývají pouze podporou podnikání, průmyslu a kultury (Pohjanmaa a Satakunta)

Následující tabulka s mapou předkládá seznam oblastí tak, jak jsou spravovány centry pro hospodářský rozvoj, dopravu a životní prostředí. Barevné značení slouží k přehledu o funkcích, které jednotlivá centra zastávají.
| Centra pro hospodářský rozvoj, dopravu a životní prostředí | správní středisko                        | pobočka      |             |
| ---------------------------------------------------------- | ---------------------------------------- | ------------ | ----------- |
| Jižní Pohjanmaa                                            | Seinäjoki                                |              |             |
|                                                            | Pohjanmaa (Střední Pohjanmaa, Pohjanmaa) | Vaasa        | Kokkola     |
| Jihovýchodní Finsko (Jižní Karélie, Kymenlaakso)           | Kouvola                                  | Lappeenranta |             |
| Střední Finsko                                             | Jyväskylä                                |              |             |
| Laponsko                                                   | Rovaniemi                                | Kemi         |             |
| Pirkanmaa                                                  | Tampere                                  |              |             |
| Severní Pohjanmaa                                          | Oulu                                     | Ylivieska    |             |
|                                                            | Kainuu                                   | Kajaani      |             |
| Severní Savo                                               | Kuopio                                   |              |             |
|                                                            | Jižní Savo                               | Mikkeli      |             |
|                                                            | Severní Karélie                          | Joensuu      |             |
| Uusimaa                                                    | Helsinky                                 |              |             |
|                                                            | Häme (Kanta-Häme, Päijät-Häme)           | Lahti        | Hämeenlinna |
| Vlastní Finsko                                             | Turku                                    |              |             |
|                                                            | Satakunta                                | Pori         |             |